# Jean Béraud
Jean Béraud (født 31. december 1849 i Sankt Petersborg, død 4. oktober 1935 i Paris) var en fransk maler.
Béraud, der var elev af Bonnat, vakte tidlig opmærksomhed ved sine skildringer af Pariserlivet, fra de finere kredses teater- og restaurationsliv til livet i byens udkanter og tarvelige knejper, livet i offentlige forsamlinger, socialist- og anarkistmøder o. s. fr., det hele skildret med forfaren dygtighed og koldt iagttagende skarphed (på den franske udstilling 1888 i København sås blandt andet Bérauds Efter operaen og I restaurationen). Senere skabte Béraud sensation om sit navn ved moderniseringer (i Uhdesk efterligning, men i en helt anden ånd) af den bibelske historie; de herhenhørende arbejder (Angrende Magdalena 1891, Nedtagelsen fra korset 1892 m. v.) slutter sig i virkeligheden nær til hans tidligere værkers fremstillingssæt, blot at den religiøse sensation er føjet ind som et krydrende element. 